# Dendropsophus bipunctatus
Dendropsophus bipunctatus is een kikker uit de familie boomkikkers (Hylidae). De wetenschappelijke van de soort werd als Hyla bipunctata in 1824 gepubliceerd door Johann Baptist von Spix.
De soort komt voor in de kustgebieden van Oost-Brazilië, van Bahia tot Rio de Janeiro en het oosten van Minas Gerais.

## Synoniemen
- Hyla capistrata Reuss, 1833
- Hyla pumila Duméril & Bibron, 1841
- Hylella tenera Reinhardt & Lütken, 1862[4]

Anotheca · 
Bromeliohyla · 
Charadrahyla · 
Diaglena · 
Dryophytes · 
Duellmanohyla · 
Ecnomiohyla · 
Exerodonta · 
Hyla · 
Isthmohyla · 
Megastomatohyla · 
Plectrohyla · 
Ptychohyla · 
Rheohyla · 
Sarcohyla · 
Smilisca · 
Tlalocohyla · 
Triprion